# فرودگاه اسپرینگواتر (باری)
فرودگاه اسپرینگواتر (باری) (به انگلیسی: Springwater (Barrie Airpark)) یک فرودگاه همگانی است که یک باند فرود آسفالت دارد و طول باند آن ۶۴۰ متر است. این فرودگاه در کشور کانادا قرار دارد و در ارتفاع ۲۹۴ متری از سطح دریا واقع شده است.